# Mommsen-Gesellschaft
Die Mommsen-Gesellschaft ist eine wissenschaftliche Gesellschaft mit Sitz in Freiburg im Breisgau, in der sich deutschsprachige Forscher auf dem Gebiet der Altertumswissenschaften (Alte Geschichte, Gräzistik, Klassische Archäologie, Latinistik) zusammengeschlossen haben.

## Geschichte
Benannt ist der Verein nach dem deutschen Althistoriker und Nobelpreisträger Theodor Mommsen. Gegenwärtig gehören ihm rund 750 Wissenschaftler an. In der Regel ist die Voraussetzung für die Aufnahme als Vollmitglied die abgeschlossene Promotion in einem der altertumskundlichen Fächer, wobei die Dissertation sowie mindestens ein weiterer wissenschaftlicher Beitrag bereits publiziert vorliegen müssen. Seit 2009 gibt es für Promovierende die Möglichkeit, eine Jungmitgliedschaft zu beantragen, die nach erfolgreicher Promotion in eine Vollmitgliedschaft umgewandelt werden kann.
Die Gesellschaft wurde 1950 auf Betreiben von Bruno Snell gegründet; vorangegangen war der Gründung ein Treffen prominenter deutscher Altertumswissenschaftler in Hinterzarten vom 29. August bis 2. September 1949. Im Regelfall veranstaltet die Gesellschaft jedes zweite Jahr eine wissenschaftliche Tagung, die auch als Hauptversammlung dient. Derzeitiger Vorstandsvorsitzender der Gesellschaft ist Dominik Maschek.
Zur Förderung des wissenschaftlichen Nachwuchses vergibt der Verein seit 1989 den Bruno-Snell-Preis für besondere Leistungen in der Erforschung des griechisch-römischen Altertums. Für die oben erwähnten Jungmitglieder, d. h. die Promovierenden innerhalb der Gesellschaft, gibt es seit 2010 zudem die Walter-de-Gruyter-Seminare, geleitet von international renommierten Wissenschaftlern, sowie Finanzierungszuschüsse für Tagungsaktivitäten und das Veranstalten eigener Nachwuchsworkshops.
Am 7. Januar 1990 wurde in der DDR ebenfalls eine Mommsen-Gesellschaft gegründet, die als Schwestergesellschaft zur westdeutschen Mommsen-Gesellschaft gedacht war. Erster Vorsitzender war Jürgen Dummer, Geschäftsführer Gerhard Perl. Die beiden Vereine wurden 1991 zusammengeführt.

## Liste der Vorsitzenden
| Nummer | Name                   | Zeitraum  | Fach                   | Ort               |
| ------ | ---------------------- | --------- | ---------------------- | ----------------- |
| 1      | Bruno Snell            | 1950–1954 | Klassische Philologie  | Hamburg           |
| 2      | Kurt Latte             | 1954–1958 | Klassische Philologie  | Göttingen         |
| 3      | Alfred Heuß            | 1958–1960 | Alte Geschichte        | Göttingen         |
| 4      | Kurt von Fritz         | 1960–1966 | Klassische Philologie  | München           |
| 5      | Wolfgang Schmid        | 1966–1970 | Klassische Philologie  | Bonn              |
| 6      | Hellmut Flashar        | 1970–1976 | Klassische Philologie  | Bochum            |
| 7      | Richard Kannicht       | 1976–1978 | Klassische Philologie  | Tübingen          |
| 8      | Walther Ludwig         | 1978–1983 | Klassische Philologie  | Hamburg           |
| 9      | Carl Joachim Classen   | 1983–1987 | Klassische Philologie  | Göttingen         |
| 10     | Ernst A. Schmidt       | 1987–1989 | Klassische Philologie  | Tübingen          |
| 11     | Manfred Clauss         | 1989–1993 | Alte Geschichte        | Berlin            |
| 12     | Ernst-Richard Schwinge | 1993–1995 | Klassische Philologie  | Kiel              |
| 13     | Bernd Seidensticker    | 1995–1997 | Klassische Philologie  | Berlin            |
| 14     | Siegmar Döpp           | 1997–1999 | Klassische Philologie  | Göttingen         |
| 15     | Gustav Adolf Lehmann   | 1999–2001 | Alte Geschichte        | Göttingen         |
| 16     | Eckard Lefèvre         | 2001–2003 | Klassische Philologie  | Freiburg          |
| 17     | Volker Michael Strocka | 2003–2005 | Klassische Archäologie | Freiburg          |
| 18     | Martin Dreher          | 2005–2007 | Alte Geschichte        | Magdeburg         |
| 19     | Christiane Reitz       | 2007–2009 | Klassische Philologie  | Rostock           |
| 20     | Wulf Raeck             | 2009–2011 | Klassische Archäologie | Frankfurt am Main |
| 21     | Tanja Scheer           | 2011–2013 | Alte Geschichte        | Göttingen         |
| 22     | Michael Erler          | 2013–2015 | Klassische Philologie  | Würzburg          |
| 23     | Stefan Pfeiffer        | 2015–2017 | Alte Geschichte        | Halle (Saale)     |
| 24     | Johanna Fabricius      | 2017–2019 | Klassische Archäologie | Berlin            |
| 25     | Jürgen Hammerstaedt    | 2019–2022 | Klassische Philologie  | Köln              |
| 26     | Werner Rieß            | 2022–2024 | Alte Geschichte        | Hamburg           |
| 27     | Dominik Maschek        | 2024–     | Klassische Archäologie | Mainz             |